# Пједимонте Етнео
Пједимонте Етнео (итал. Piedimonte Etneo) је насеље у Италији у округу Катанија, региону Сицилија.
Према процени из 2011. у насељу је живело 3381 становника. Насеље се налази на надморској висини од 353 м.

## Становништво
Према резултатима пописа становништва 2011. у општини је живело 4.079 становника.
| 1931. | 1936. | 1951. | 1961. | 1971. | 1981. | 1991. | 2001. | 2011. |
| ----- | ----- | ----- | ----- | ----- | ----- | ----- | ----- | ----- |
| 5.805 | 5.833 | 5.207 | 5.011 | 4.142 | 4.030 | 3.886 | 3.664 | 4.079 |